# 에라 셀리

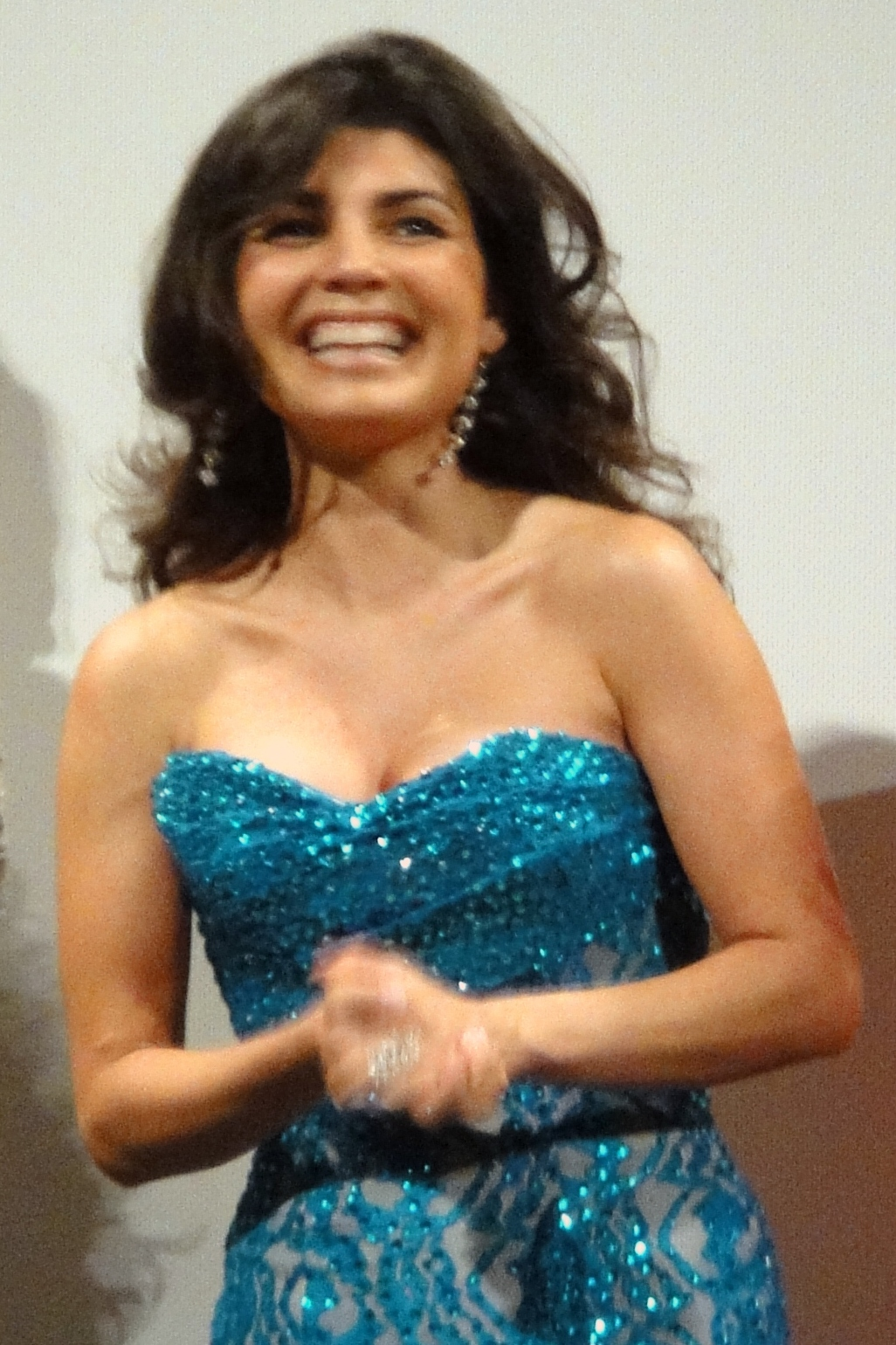

아라 셀리(Ara Celi, 1974년 5월 31일 ~ )는 미국의 배우이다.
엘패소에서 태어났다.

## 출연 작품

### 영화
- 로라 (1997, Looking for Lola)
- 황혼에서 새벽까지 3 (1999) - 에스메랄다 역
- 아메리칸 뷰티 (1999)
- 마셰티 (2010)
- 브루스 올마이티 (2003)